# Aittosaari (ö i Norra Karelen, Joensuu, lat 62,75, long 28,90)
Aittosaari är en ö i Finland. Den ligger i sjön Kolmikanta och i kommunen Outokumpu i den ekonomiska regionen  Joensuu ekonomiska region  och landskapet Norra Karelen, i den sydöstra delen av landet, 300 km nordost om huvudstaden Helsingfors. Öns area är 0,5 hektar och dess största längd är 170 meter i öst-västlig riktning.